# Jepuro
Jepuro is een bestuurslaag in het regentschap Pati van de provincie Midden-Java, Indonesië. Jepuro telt 585 inwoners (volkstelling 2010).